# 希望的種子
《希望的種子》 是台灣歌手楊培安於2011年3月11日發行的第四張錄音室專輯，一共收錄10首歌曲。此專輯大致上歌曲都被安排在許多連續劇的片頭、片尾曲以及插曲等等，其中「浴火鳳凰」這首歌除了被「神斷狄仁傑」作為主題曲，也是台灣電視劇「春光燦爛豬九妹」的主題曲和「新兵日記之特戰英雄」的插曲。「月光」這首歌也被安排在許多其他連續劇，例如「風水世家」的預告曲和「廉政英雄」的插曲。在2018年，「夢想從心開始」這首歌成為了「女兵日記」的片頭曲。

## 曲目
| 曲序     | 曲目                       |          | 作曲           | 编曲     | 备注 |
| -------- | -------------------------- | -------- | -------------- | -------- | --- |
| 1.       | 夢想從心開始 (Black Widow) | 劉虞瑞   | 陳國華         | 陳國華   | 第四主打 （《中華職棒》主題曲） （TVBS歡樂台《女兵日記》片頭曲） （民視《新兵日記之特戰英雄》插曲） （民視《廉政英雄》插曲） （TVBS歡樂台《女力報到》片頭曲） |
| 2.       | 浴火鳳凰                   | 化學猴子 | 化學猴子       | 化學猴子 | feat:化學猴子 首波主打 （台視《神探狄仁傑》片頭曲） （台視《春光燦爛豬九妹》片頭曲） （民視《新兵日記之特戰英雄》插曲） （民視《廉政英雄》插曲）              |
| 3.       | 月光                       | 陳國華   | 陳國華         | 陳國華   | 第三主打 （民視《愛讓我們在一起》片尾曲） （民視《新兵日記之特戰英雄》插曲） （民視《廉政英雄》插曲） （民視《風水世家》預告曲） （民視《春花望露》插曲）     |
| 4.       | 彩虹的盡頭                 | 楊培安   | 楊培安         | 楊培安   | 第二主打 （華視《飛行少年》片頭曲） （民視《新兵日記之特戰英雄》插曲） （民視《廉政英雄》插曲） 大陸康師傅綠茶2011廣告曲                                      |
| 5.       | I'm Fine                   | 吳昕徹   | 陳國華、陳建瑋 | 劉文仁   | （民視《新兵日記之特戰英雄》插曲） （華視《飛行少年》插曲）                                                                                                   |
| 6.       | 就是要你管                 | 楊培安   | 陳國華         | 陳國華   | 嘉義市2011國際管樂節主題曲 |
| 7.       | 愛的奇蹟                   | 劉虞瑞   | 無言           | 莫科俊   | 第六主打 （民視《廉政英雄》插曲） （中視《喬家大院》片尾曲） （中視《古今大戰秦俑情》片頭曲） （民視《風水世家》插曲）                                        |
| 8.       | 沒有不可能的事             | 陳家麗   | 翁孝良         | 陳國華   | （民視《新兵日記之特戰英雄》插曲） |
| 9.       | 感謝有你                   | 楊培安   | 楊培安         | 蔡科俊   | 民視《新兵日記之特戰英雄》 民視《廉政英雄》插曲 |
| 10.      | 希望的種子                 | 陳國華   | 陳國華         | 陳國華   | 第五主打 （中視《喬家大院》片頭曲） （華視《飛行少年》插曲）                                                                                                  |
| 总时长： | 总时长：                   | 总时长： | 总时长：       | 总时长： | 41:34 |